# ديف كارتر
ديف كارتر (بالإنجليزية: Dave Carter)‏ هو مغن مؤلف أمريكي، ولد في 13 أغسطس 1952 في أوكسنارد في الولايات المتحدة، وتوفي في 19 يوليو 2002 في هادلي في الولايات المتحدة.

## وصلات خارجية
- ديف كارتر على موقع ميوزك برينز (الإنجليزية)
- ديف كارتر على موقع ديسكوغز (الإنجليزية)